# Santa Eulàlia i Santa Júlia d'Elna
La catedral de Santa Eulàlia i Santa Júlia d'Elna és a la ciutat d'Elna, a la comarca del Rosselló a la Catalunya del Nord.
Romànica dels segles xi - xiii amb elements gòtics, va ser la seu del bisbat d'Elna fins que aquest va passar a ser Bisbat de Carcassona el 1801, després de la Revolució Francesa, per recuperar el 1817 el Bisbat d'Elna-Perpinyà, passant a ser-ne seu principal la catedral de Sant Joan de Perpinyà.

## Història
La seu episcopal fou fundada al segle vi, i el primer bisbe va ser Domne (571-586), segons consta a les actes dels concilis de Toledo i Narbona. Va tenir els territoris del Conflent, del Rosselló i del Vallespir a partir del segle ix. Se l'esmenta des del 861 i fou consagrada el 916 pel bisbe Elmerad.

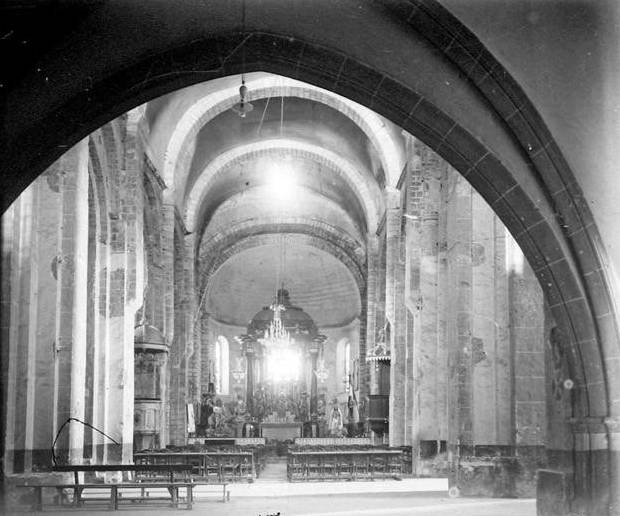
Interior de la catedral en una imatge d'entre 1920 i 1930

Cap al 1140, durant el bisbat d'Udalgar de Castellnou, es va fortificar la catedral, i es van repetir treballs de fortificació els segles següents.
Durant la croada contra la Corona d'Aragó, la població del Rosselló que s'havia congregat a la vila va lluitar amb força contra els croats en el setge d'Elna. Finalment, els habitants es refugiaren a la catedral de santa Eulàlia, que fou cremada; hi hagué, doncs, una matança per part de l'exèrcit croat; en acabat, van cremar la vila.

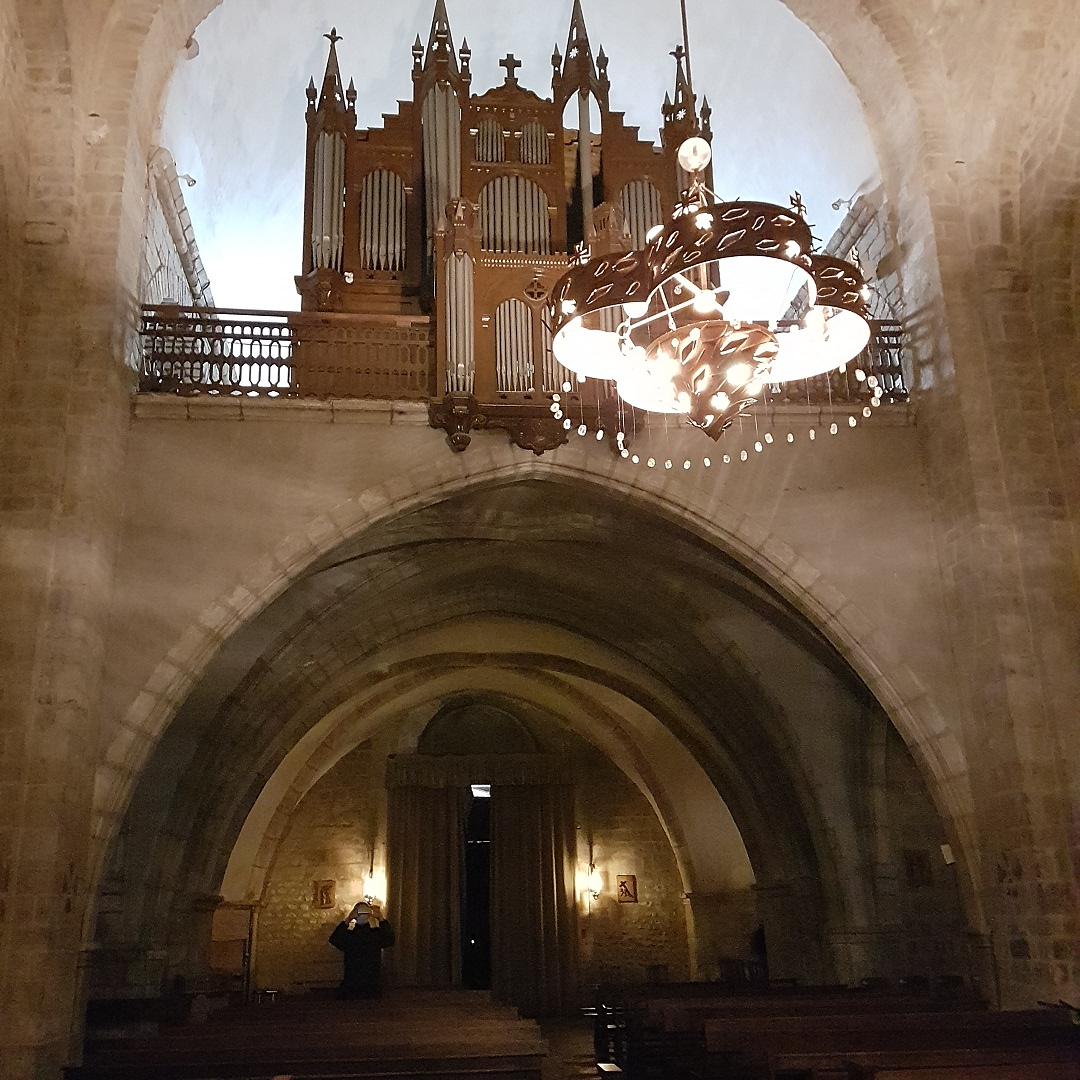
Catedral d'Elna. Orgue, sobre el cor

Entre 1380 i 1400  van començar les obres per ampliar la catedral amb una nova capçalera al voltant de la romànica, però no es van acabar.

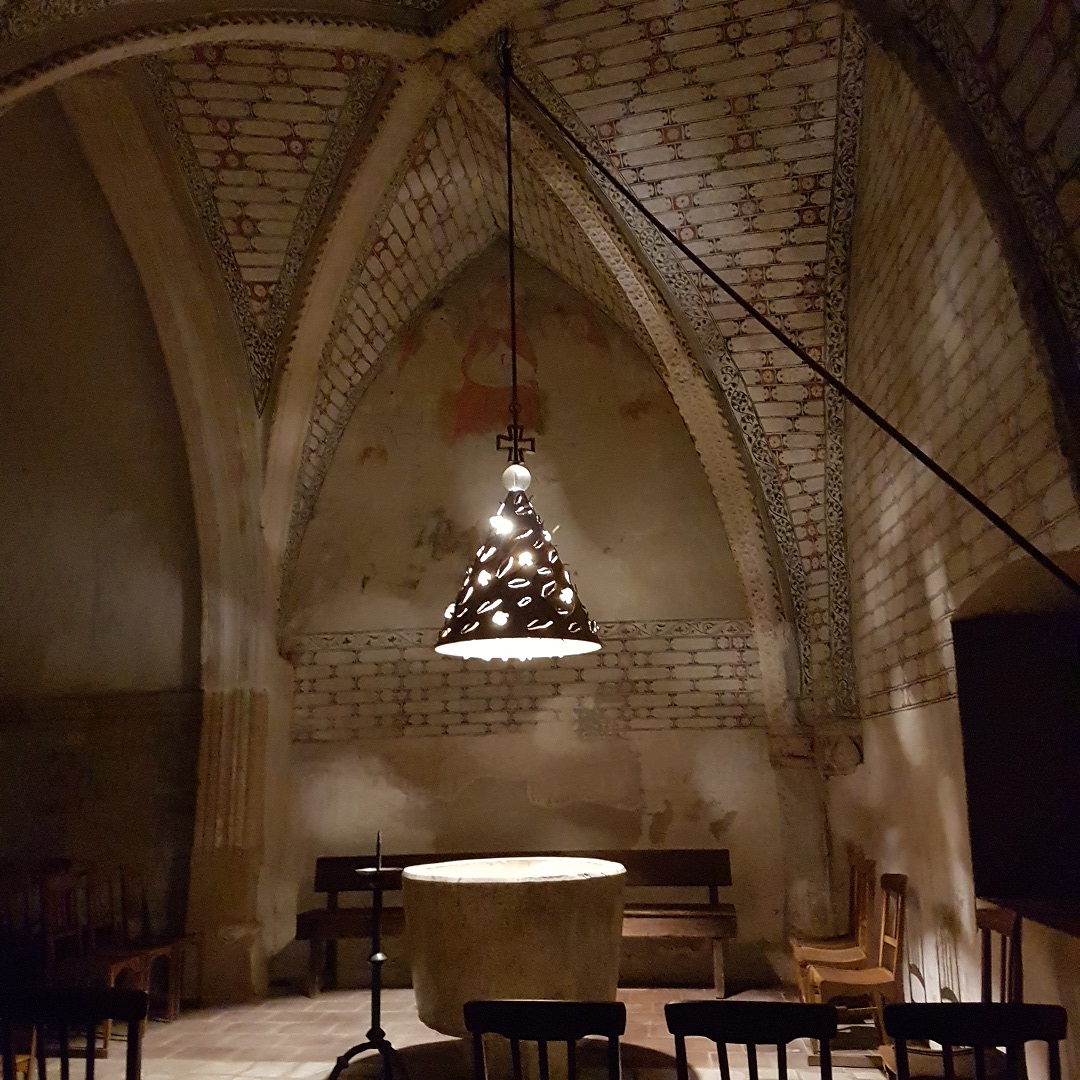
Baptisteri

## L'edifici
Té planta basilical de tres naus i tres absis a l'extrem oriental. La nau central es cobreix amb volta de canó (d'uns vuit metres d'amplària) i les laterals amb quart d'esfera, si bé originalment es cobria amb bigues de fusta. Els pilars que sostenen i separen les naus responen a tipus diferents. Alguns, del segle xi, són cruciformes amb semicolumnes adossades.
Exteriorment, l'absis major és reforçat per dos contraforts i amb una sèrie d'arcs cecs i lesenes. A la part baixa de l'absis sobresurt una absidiola reforçada també per contraforts i que correspon a una cripta actualment cegada. Al voltant dels absis hi ha els murs que havien de formar l'arrencada de la capçalera gòtica inacabada del segle xiv, que només arriben a uns tres metres d'altura.
La façana principal, al peu de l'església, presenta una portalada amb d'arc de mig punt sense decoració. La part baixa de la façana presenta un aparell de còdols. En alguns llocs disposats a espiga i en d'altres més irregularment; més amunt canvien a carreus ben tallats combinats amb arcuacions llombardes amb arquivoltes planes de basalt negre.
El campanar és a l'angle sud-oest, sobre la façana principal, i és de planta quadrada i massís, de quatre pisos d'alçària. A cada pis hi ha quatre arcs a cada façana, que són tots cecs excepte els dos arcs centrals als dos pisos superiors. Els arcs del primer pis duen arquivoltes de basalt negre. A l'altra banda de la façana hi ha un campanar més petit de còdols i maons que es considera del segle xiv i que es relaciona amb les fortificacions de la catedral, igual que els merlets que coronen la façana principal.
Al llarg del costat sud de l'església s'hi van afegir capelles d'estil gòtic entre els segles xiii i xv, i s'hi va obrir una nova porta.

## Claustre
El claustre es va construir del segle xii a xiv. És de planta quadrangular irregular, comunica amb els actuals museus d'història i arqueologia.

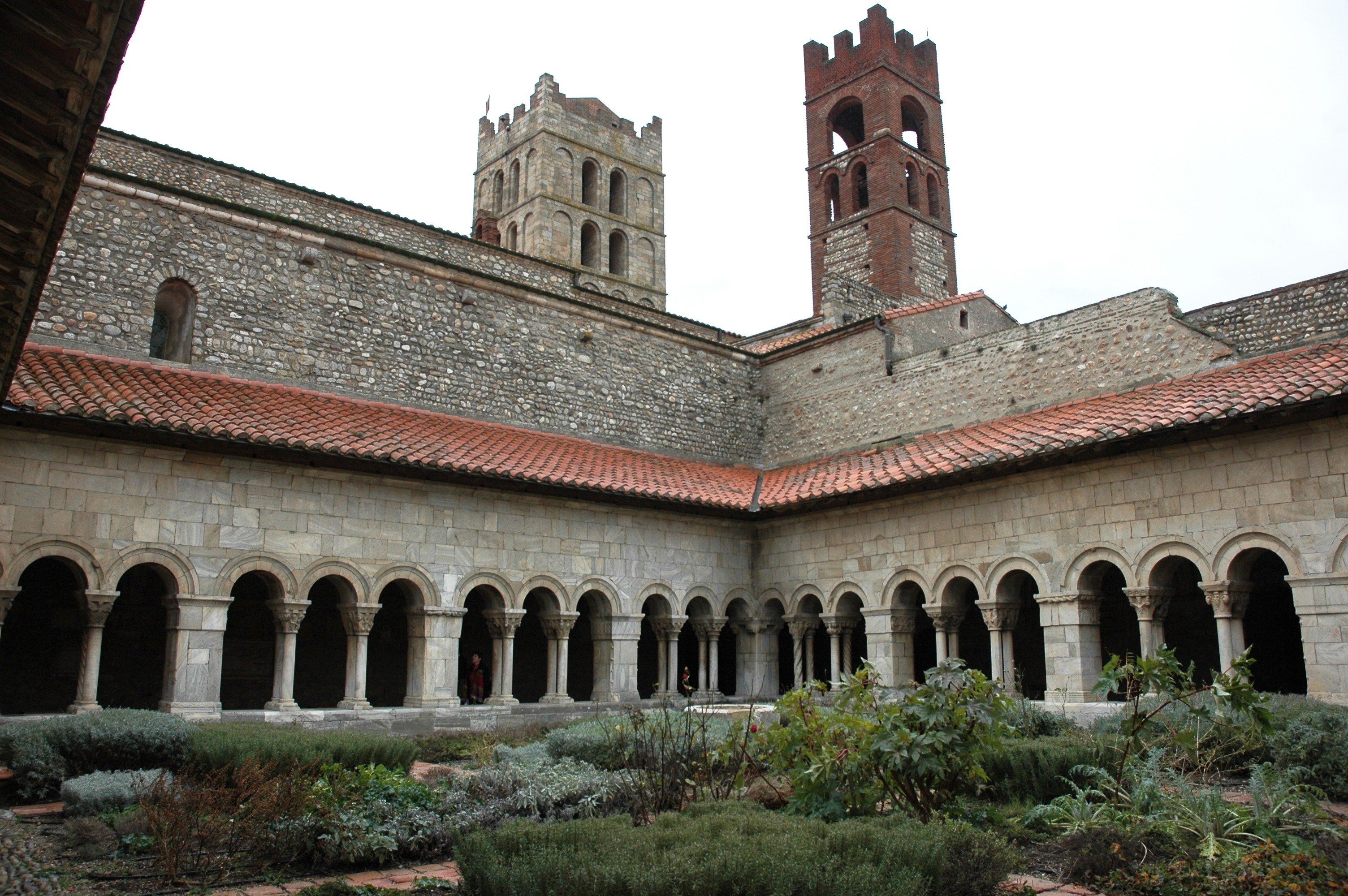
El claustre i els campanars al fons

La galeria sud és l'única de l'època romànica, la resta de galeries són gòtiques. Es va construir amb marbre de la població de Ceret. Les escultures tenen temes de flora i animals, i alguna escena historiada. De l'escultor Ramon de Bianya, hi ha dos sepulcres: el del bisbe Ramon de Vilallonga (1216) i el de Ferran del Soler (1203). Hi ha un tercer sepulcre, el del bisbe Guillem Jordà (1186) del qual no es coneix l'autor.